# Kammermusik (film 1925)
Kammermusik è un film muto del 1925 diretto da Carl Froelich.

## Produzione
Il film fu prodotto dalla Henny Porten-Froelich-Produktion.

## Distribuzione
Distribuito dalla Filmhaus Bruckmann, il film fu presentato a Berlino il 24 marzo 1925.